# Veríssimo Correia Seabra
Veríssimo Correia Seabra (Bisáu, 17 de febrero de 1947 - íb. 6 de octubre de 2004) fue un militar de Guinea-Bisáu, conocido por liderar el golpe de Estado que depuso a Kumba Ialá el 
14 de septiembre de 2003.

## Biografía
Correia Seabra nació en Bisáu el 17 de febrero de 1947, siendo perteneciente al grupo étnico minoritario de los papel. Su padre era caboverdiano y su madre pertenecía a la etnia manjaco.
En 1963, a los 16 años, Correia Seabra adhirió al Partido Africano para la Independencia de Guinea y Cabo Verde (PAIGC) como guerrilleiro para luchar contra el dominio colonial portugués. Tres años más tarde, fue enviado para Bulgaria para estudiar ingeniería electrónica. En 1971 frecuentó una escuela de artillería en la Unión Soviética.
Al volver a Guinea-Bisáu durante la guerra por la independencia, pasó a ser responsable de una unidad de artillería cercana a la frontera con Guinea. En 1976, fue enviado a Portugal para su entrenamiento como oficial. Se desempeñó como jefe adjunto del contingente militar de Guinea-Bisáu de la misión de las Naciones Unidas en Angola de 1991 a 1992.
Correia Seabra se unió al general Ansumane Mané en el levantamiento de 1998 contra el régimen de João Bernardo Vieira. La nación se sumió en una breve pero sangrienta guerra civil . Volvió a estar involucrado en un golpe militar de mayo de 1999 que obligó al presidente Vieira a dejar el poder. Poco tiempo después, se convirtió en jefe de Estado Mayor de las Fuerzas Armadas y fue nombrado ministro de Defensa en el gobierno nombrado el 19 de febrero de 2000, bajo la presidencia de Kumba Ialá.  En noviembre de 2000, Mané intentó reemplazar a Correia Seabra como jefe de personal y lo puso bajo arresto domiciliario, pero Correia Seabra escapó y estalló la lucha; Mané murió en un enfrentamiento con las fuerzas gubernamentales una semana después. Correia Seabra se mantuvo en su puesto.
En medio de gran inestabilidad política en su país, lleva a cabo un golpe de Estado, y logra proclamarse Presidente de Guinea-Bisáu, permaneciendo brevemente en el poder, cuando se designa como presidente a Henrique Rosa para una "transición democrática".
Fue asesinado, junto con el teniente coronel Domingos Barros, en la madrugada del 6 de octubre de 2004 durante un motín militar llevado a cabo por soldados sublevados, el cual se tornó violento.
El entonces presidente Portugués Jorge Sampaio condenó el asesinato, y lo calificó como una violación de la legalidad en el país.